# 바덴 내각
바덴 내각(독일어: Kabinett Baden 카비네트 바덴[*])은 독일 제국의 마지막 국가정부다. 1918년 10월 3일 독일 황제 빌헬름 2세가 막시밀리안 폰 바덴 공자를 국가수상에 임명하면서 그 다음날인 10월 4일에 조각되었다. 독일 사회민주당(SPD) 당원이 각료로 입각한 최초의 내각이며, 1918년 10월 말 개헌이 이루어지면서 독일 최초로 의회에 대해 책임을 지게 된 내각이기도 하다. 바덴 내각 이전의 내각들은 모두 황제에게만 책임을 졌다.:6
11월 9일, 혁명이 터지면서 폰 바덴 공자는 수상에서 사퇴함과 동시에 황제의 퇴위를 선언했다. 사회민주당의 프리드리히 에베르트가 인민대표평의회라는 혁명내각을 꾸려 그 수반이 되었다.:83–90
| 직책                                                     | 성명                                             | 재임기간                         | 정당 | 정당       |
| -------------------------------------------------------- | ------------------------------------------------ | -------------------------------- | ---- | ---------- |
| 국가수상 Reichskanzler                                   | 막시밀리안 폰 바덴 공자                          | 1918년 10월 4일-1918년 11월 9일  |      | 무소속     |
| 부수상 Vizekanzler                                       | 프리드리히 폰 파이어                             | 1918년 10월 4일-1918년 11월 9일  |      | 진보인민당 |
| 외무청차관 Staatssekretär im Auswärtigen Amt             | 빌헬름 하인리히 졸프                             | 1918년 10월 4일-1918년 12월 13일 |      | 무소속     |
| 내무국가청차관 Staatssekretäre des Reichsamts des Innern | 막스 발라프                                      | 1918년 10월 4일-1918년 10월 6일  |      | 무소속     |
| 내무국가청차관 Staatssekretäre des Reichsamts des Innern | 카를 트림보른                                    | 1918년 10월 6일-1918년 11월 15일 |      | 중앙당     |
| 국가법무청차관 Staatssekretäre des Reichsjustizamtes     | 파울 폰 크라우제                                 | 1918년 10월 4일-1919년 2월 13일  |      | 무소속     |
| 국가해군청차관 Staatssekretäre im Reichsmarineamt        | 에른스트 카를 아우구스트 클레멘스 폰 만 기사     | 1918년 10월 4일-1918년 11월 9일  |      | 무소속     |
| 국가경제청차관 Staatssekretäre im Reichswirtschaftamt    | 한스 카를 폰 슈타인 추 노르트 운트 오스타임 남작 | 1918년 10월 4일-1918년 11월 14일 |      | 무소속     |
| 전쟁식량청차관 Staatssekretär im Kriegsernährungsamt     | 빌헬름 폰 발도우                                 | 1918년 10월 4일-1918년 11월 14일 |      | 무소속     |
| 국가노동청차관 Staatssekretär des Reichsarbeitsamtes     | 구스타프 바우어                                  | 1918년 10월 4일-1919년 2월 13일  |      | 사회민주당 |
| 국가체신청차관 Staatssekretäre des Reichspostamtes       | 오토 뤼들린                                      | 1918년 10월 4일-1919년 2월 13일  |      | 무소속     |
| 국가대장청차관 Staatssekretäre des Reichsschatzamtes     | 지크프리트 폰 뢰데른 백작                        | 1918년 10월 4일-1918년 11월 14일 |      | 무소속     |
| 국가식민청차관 Staatssekretäre des Reichskolonialamtes   | 빌헬름 하인리히 졸프                             | 1918년 10월 4일-1918년 12월 13일 |      | 무소속     |
| 무임소차관 Staatssekretär ohne Geschäftsbereich          | 필리프 샤이데만                                  |                                  |      | 사회민주당 |
| 무임소차관 Staatssekretär ohne Geschäftsbereich          | 마티아스 에르츠베르거                            |                                  |      | 중앙당     |
| 무임소차관 Staatssekretär ohne Geschäftsbereich          | 아돌프 그뢰버                                    |                                  |      | 중앙당     |
| 무임소차관 Staatssekretär ohne Geschäftsbereich          | 콘라트 하우스만                                  |                                  |      | 진보인민당 |